# سوزان هولمزتروم
سوزان هولمزتروم هي عالمة اجتماع دنماركية، ولدت في 1947.